# Hermann Vogelsang

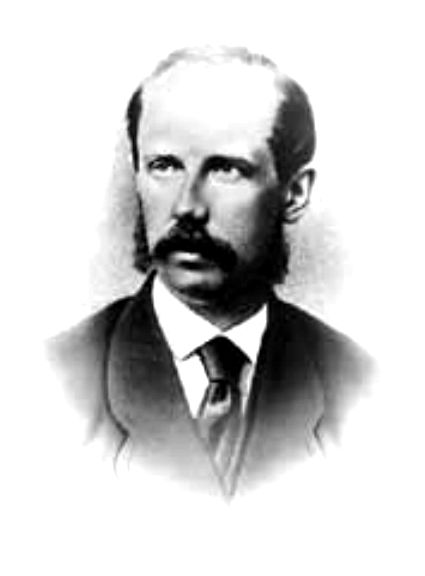
Hermann Vogelsang (1838-1874)

Hermann Vogelsang, född 11 april 1838 i Minden, död 6 juni 1874 i Delft, Zuid-Holland, var en tysk mineralog och geolog.
Vogelsang studerade först bergsvetenskap, habiliterade sig sedan som privatdocent i geologi vid Bonns universitet 1864 och antog 1865 en kallelse till professur vid Polytechnikum i Delft. Han ägnade sig med framgång åt petrografin, som genom Henry Clifton Sorbys införande på 1850-talet av mikroskopiska undersökningsmetoder hade vunnit ofantligt i betydelse, och bland resultat av hans undersökningar kan nämnas, att han konstaterade förekomsten av flytande kolsyra som inneslutning i åtskilliga mineral och bergarter.